# Take Me to Your Heart
Take Me to Your Heart è un singolo del cantante inglese Rick Astley, pubblicato nel 1988 come secondo brano nell'album Hold Me in Your Arms. Il brano ha riscosso molto successo nel Regno Unito, dove ha mantenuto l'ottava posizione per undici settimane. Anche in Australia e in Danimarca il brano è divenuto un successo commerciale. A differenza dei singoli precedenti, esso non è mai stato pubblicato negli Stati Uniti.
Nel lato B del disco è presente una canzone chiamata I'll Be Fine.

## Similarità
A livello musicale, il brano presenta delle somiglianze con Big Fun, canzone del duo statunitense Inner City uscita qualche mese prima. Proprio per questo motivo, è stata sollevata anche una polemica da parte di quest'ultimo.

## Tracce

### 12" maxi
1. Take Me to Your Heart (Autumn Leaves Mix) - 6:38
2. I'll Be Fine - 3:44
3. Take Me to Your Heart (Instrumental) - 3:27

### 7" single
1. Take Me to Your Heart - 3:27
2. I'll Be Fine - 3:44

### CD Maxi - Germany
1. Take Me to Your Heart (The Dick Dastardly Mix) - 6:55
2. I'll Be Fine - 3:44
3. Rick's Hit Mix - 5:48

### 12" maxi - Germany
1. Take Me to Your Heart (The Dick Dastardly Mix) - 6:55
2. R.A. House Megamix (Mixed Wild Boys) - 14:35

## Versioni
1. Take Me to Your Heart (7" version) - 3:27
2. Take Me to Your Heart (Autumn Leaves Mix) - 6:38
3. Take Me to Your Heart (Dick Dastardly Mix) - 6:55
4. I'll Be Fine - 3:44
5. Take Me to Your Heart (Instrumental) - 3:27
6. Take Me to Your Heart (Discotech Mix) - 3:36

## Classifiche
| Classifica (1988) | Posizione massima |
| ----------------- | ----------------- |
| Australia         | 1                 |
| Danimarca         | 1                 |
| Francia           | 18                |
| Germania          | 10                |
| Irlanda           | 5                 |
| Regno Unito       | 8                 |
| Spagna            | 2                 |
| Svezia            | 10                |
| Svizzera          | 16                |